# Leptostomias macropogon
Leptostomias macropogon är en fiskart som beskrevs av Norman, 1930. Leptostomias macropogon ingår i släktet Leptostomias och familjen Stomiidae. Inga underarter finns listade i Catalogue of Life.